# Pieter Taekes van der Herberg
Pieter [Taekes] van der Herberg (Anjum, 11 juli 1906 – Groningen, 1 februari 1965) was een Nederlands politicus van de ARP.
Hij werd geboren als zoon van Taeke van der Herberg (1878-1936; landbouwer) en Aaltje Kuipers (1882-1961). Na de hbs ging hij rechten studeren aan de Universiteit van Amsterdam. Nadat hij daar in 1936 was afgestudeerd vestigde hij zich als advocaat en procureur in Leeuwarden. Tijdens de Tweede Wereldoorlog was hij betrokken bij het verzet. Na de bevrijding in 1945 werd Van der Herberg waarnemend burgemeester van Dantumadeel en voorzitter van de 7e kamer van het Tribunaal. Een jaar later werd hij benoemd tot burgemeester van Dantumadeel. Daarnaast was Van der Herberg plaatsvervangend raadsheer bij het Gerechtshof in Leeuwarden. Begin 1965 overleed hij op 58-jarige leeftijd in het Academisch Ziekenhuis in Groningen.
In Damwoude werd naar hem de 'Mr. P.T. van der Herberglaan' vernoemd.